# Cañada de Machado
Cañada de Machado é uma comuna da província de Córdoba, na Argentina.